# شهرستان تیزول (ویرجینیا)
شهرستان تیزول، ویرجینیا (به انگلیسی: Tazewell County, Virginia) یک سکونتگاه مسکونی در ایالات متحده آمریکا است که در ویرجینیا واقع شده‌است.

## خصوصیات
شهرستان تیزول ۱٬۳۴۶٫۸ کیلومترمربع مساحت دارد.